# Lavauxia triloba
Lavauxia triloba là một loài thực vật có hoa trong họ Anh thảo chiều. Loài này được (Nutt.) Spach mô tả khoa học đầu tiên năm 1835.